# Asmae El Moudir
Asmae El Moudir, arab. ‏أسماء المدير‎, Asmāʾ al-Mudīr (ur. 16 lutego 1990 w Sali) – marokańska reżyserka, scenarzystka i producentka filmowa.

## Życiorys
Ukończyła studia reżyserskie w Tetuanie i produkcję filmową w Rabacie. Po nakręceniu kilku krótkich metraży zrealizowała swój pełnometrażowy debiut pt. Matka wszystkich kłamstw (2023). Ten autobiograficzny dokument miał swoją premierę w sekcji „Un Certain Regard” na 76. MFF w Cannes, gdzie zdobył dwie nagrody. Obraz był też oficjalnym marokańskim kandydatem do Oscara dla najlepszego filmu nieanglojęzycznego.
El Moudir zasiadała w jury sekcji „Un Certain Regard” na 77. MFF w Cannes (2024).